# To bi or not to bi
Pour l’article ayant un titre homophone, voir To be, or not to be.
Singles de Ysa Ferrer
Ederlezi
(2004) On fait l'amour
(2008)
Pistes de Imaginaire pur
Imaginaire pur New Robot Generation
To bi or not to bi est une chanson de l'album Imaginaire pur de la chanteuse Ysa Ferrer qui a pour thème la bisexualité (le refrain, to bi or not to bi, est un jeu de mots sur l'expression anglaise to be or not to be, « être ou ne pas être », et sur « bi », abréviation courante de « bisexuel »). C'est le premier single extrait de l'album à avoir été présenté au public. Ce titre Pop aux accents Dance est sorti le 7 janvier 2008 en France et s'est classé à la 44e place des meilleures ventes de singles. La chanson a fait l'objet d'une réécriture en anglais, intitulée B World.

## Formats et liste des pistes
CD single / Single digital
1. To bi or not to bi [Original Radio Edit] - 3:02
2. To bi or not to bi [Venice Beach Remix] - 3:36
3. Made in Japan [Radio Edit] - 4:28

Single digital
1. B World [Original Radio Edit] - 2:59
2. B World [Venice Beach Remix] - 3:32

CD Maxi
1. To bi or not to bi [Venice Beach Extended Remix] - 6:12
2. To bi or not to bi [Bi-Metal Mix] - 5:06
3. To bi or not to bi [Tokyo Toy Remix] - 3:36
4. B World [Hiropon's Whisper Extended Dub Remix] - 6:24
5. To bi or not to bi [Original Instrumental] - 3:02

Maxi 45 Tours
- Face A :

1. To Bi or not to Bi [Venice Beach Extended Remix]
2. To Bi or not to Bi

- Face B :

1. To Bi or not to Bi [Born in Stockholm Remix]
2. To Bi or not to Bi [a cappella]

## Classement des ventes
| Pays             | Meilleure position |
| ---------------- | ------------------ |
| France           | 44                 |
| Russie (airplay) | 147                |